# Dinar (Afyonkarahisar)
Dinar – miasto i dystrykt (tur. ilçe) w prowincji Afyonkarahisar w Turcji. Według danych na rok 2011 miasto zamieszkiwało 25 120 osób, a gęstość zaludnienia wyniosła 19,32 os./km².

## Klimat
Średnia temperatura wynosi 14 °C. Najcieplejszym miesiącem jest lipiec (28 °C), a najzimniejszym jest styczeń (–2 °C). Średnie opady wynoszą 844 milimetrów rocznie. Najbardziej wilgotnym miesiącem jest styczeń (155 milimetrów opadów), a najbardziej suchym jest lipiec (17 milimetrów opadów). 